# Bupleurum stenophyllum
Bupleurum stenophyllum är en flockblommig växtart som först beskrevs av Takenoshin Nakai, och fick sitt nu gällande namn av Masao Kitagawa. Bupleurum stenophyllum ingår i släktet harörter, och familjen flockblommiga växter. Inga underarter finns listade i Catalogue of Life.